# Satan (Motorrad)

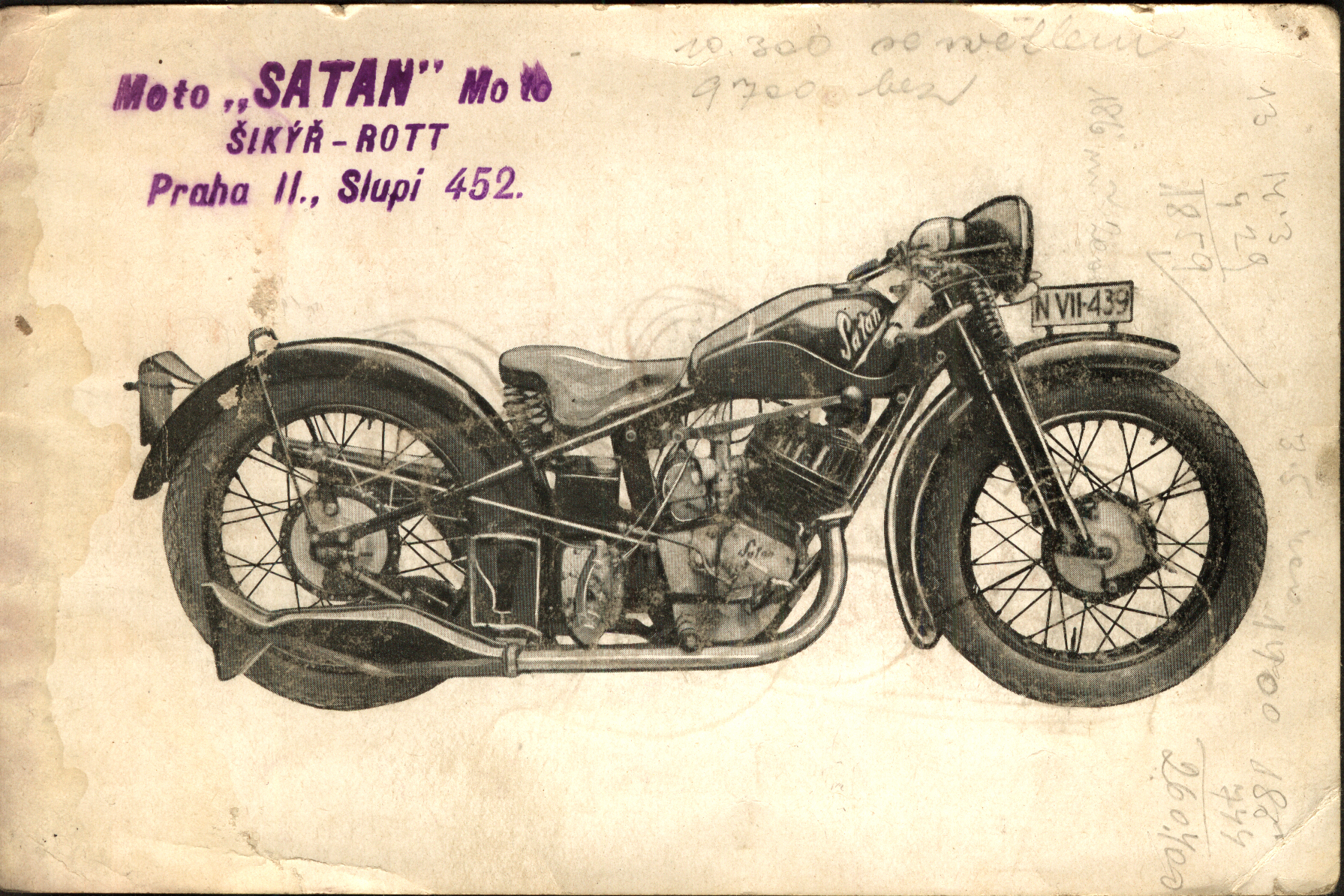
Satan (Motorrad)

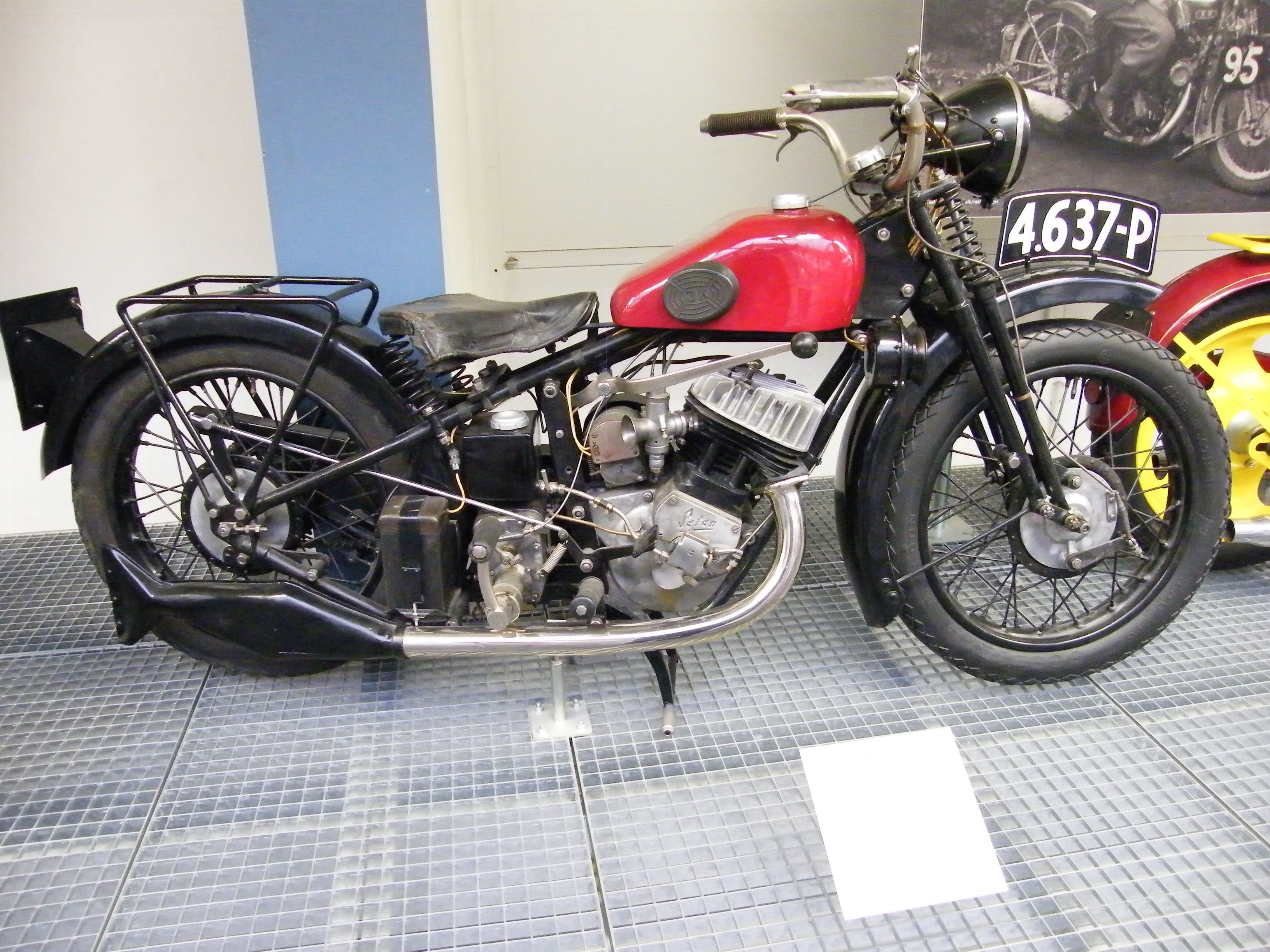
Eine Satan 550 (Bj. 1930)

Satan war der Name eines Motorradmodells des tschechoslowakischen Motorradherstellers Šikýř–Rott aus Prag. Satan stellte 1929 eigene seitengesteuerte Einzylinder-Viertaktmotoren her, die sich bei der Konstruktion an die englische Marke Panther von Phelon & Moore, mit einem nach vorne geneigten Motor, anlehnte. Mit einem Hubraum von 548 cm³ (Bohrung/Hub von 82 × 104 mm) ergab sich eine Leistung von 10 PS bei 3.000 min−1, die über ein Dreiganggetriebe an das Hinterrad übertragen wurde. Die im Motorradbau unerfahrene Maschinenfabrik Satan von Sikýř-Rott entstand in einer Zeit wirtschaftlicher Depression, sodass nur wenige Motorräder gebaut und verkauft wurden.